# John Marshall Watson
John Marshall "Wattie" Watson MBE, mais conhecido como John Watson (Belfast, 4 de maio de 1946) é um ex-automobilista britânico de Fórmula 1 nascido na Irlanda do Norte. Também dirigiu carros na categoria Stock Car.
Em 1982, após terminar em 4º lugar na penúltima etapa, o Grande Prêmio da Itália, em Monza, Watson assumiu a 3ª posição no campeonato ultrapassando o francês Alain Prost da Renault que não concluiu a prova. O líder do campeonato, o finlandês Keke Rosberg da Williams não pontuou porque terminou em 8º lugar. Ocupando a 2ª posição, o francês Didier Pironi da Ferrari estava fora da disputa em função do acidente nos treinos livres do Grande Prêmio da Alemanha em Hockenheim. Apenas Watson e Rosberg ia para a última etapa, o Grande Prêmio de Caesars Palace, nos Estados Unidos com chances de ser campeão. O norte-irlandês da McLaren teria que vencer a corrida e torcer para que Rosberg não pontuasse, porque os dois pilotos terminariam com a mesma pontuação; no critério de desempate, Watson teria três vitórias e Rosberg apenas uma.  O italiano Michele Alboreto da Tyrrell ganhou com Watson terminando em 2º, enquanto Rosberg concluiu em 5º lugar sendo o campeão. John Watson terminou o campeonato em 3º com a mesma pontuação de Didier Pironi que ficou com o vice. No critério de desempate, ambos empatavam em número de vitórias e de segundo lugares, mas o de terceiro foi decisivo, porque o francês tem dois contra um do norte-irlandês.
Na F-1, ele venceu 5 corridas, obteve 2 pole-positions, atingindo 19 pódios, marcando um total de 169 pontos no campeonato.
Watson foi o autor do seguinte comentário sobre Ayrton Senna: "Era como se ele tivesse quatro mãos e quatro pernas. Freava, trocava de marcha, girava o volante, bombeava o acelerador e o carro parecia estar no fio da navalha, à beira do descontrole.". Frase que se tornou célebre.
É detentor de dois feitos impressionantes na equipe McLaren: o primeiro foi no GP do Leste dos EUA de 1982 que ocorreu em Detroit (estreia no calendário), quando ganhou a prova largando na 17ª posição. Essa façanha só foi superada por Rubens Barrichello que largou da 18ª posição no Grande Prêmio da Alemanha de 2000, em Hockenheim, e ao final subiu no lugar mais alto do pódio e o segundo feito do piloto norte-irlandês aconteceu no GP Oeste dos Estados Unidos de 1983 ocorrido em Long Beach, John Watson largou na 22ª posição (antepenúltima fila do grid) e conseguiu também vencê-la. Tornou-se com isso o vencedor de uma prova que largou da posição mais desfavorável no Grid, mesmo considerando as disputas ocorridas nas 500 Milhas de Indianápolis em que grandes reviravoltas aconteciam com mais facilidade.

## Todos os Resultados de John Watson na Fórmula 1
(Legenda: Corridas em negrito indicam pole position; corridas em itálico indicam volta mais rápida.)
| Ano  | Nome Oficial da Equipe          | Chassis        | Motor                    | 1         | 2         | 3         | 4         | 5         | 6         | 7         | 8         | 9         | 10        | 11        | 12        | 13        | 14        | 15        | 16        | 17        | Pontos | Posição  |
| ---- | ------------------------------- | -------------- | ------------------------ | --------- | --------- | --------- | --------- | --------- | --------- | --------- | --------- | --------- | --------- | --------- | --------- | --------- | --------- | --------- | --------- | --------- | ------ | -------- |
| 1973 | Ceramica Pagnossin Team MRD     | Brabham BT37   | Ford Cosworth DFV V8     | ARG       | BRA       | RSA       | ESP       | BEL       | MON       | SWE       | FRA       | GBR Ret G | NED       | GER       | AUT       | ITA       | CAN       |           |           |           | 0      | NC (36º) |
| 1973 | Ceramica Pagnossin Team MRD     | Brabham BT42   | Ford Cosworth DFV V8     | ARG       | BRA       | RSA       | ESP       | BEL       | MON       | SWE       | FRA       |           | NED       | GER       | AUT       | ITA       | CAN       | USA Ret G |           |           | 0      | NC (36º) |
| 1974 | John Goldie Racing with Hexagon | Brabham BT42   | Ford Cosworth DFV V8     | ARG 12º F | BRA Ret F | RSA Ret F | ESP 11º F | BEL 11º F | MON 6º F  | SWE 11º F | PAB 7º F  | FRA 16º F | GBR 11º F | GER Ret F |           |           |           |           |           |           | 6      | 15º      |
| 1974 | John Goldie Racing with Hexagon | Brabham BT44   | Ford Cosworth DFV V8     |           |           |           |           |           |           |           |           |           |           |           | AUT 4º F  | ITA 7º F  | CAN Ret F | USA 5º F  |           |           | 6      | 15º      |
| 1975 | Team Surtees                    | Surtees TS16   | Ford Cosworth DFV V8     | ARG DSQ G | BRA 10º G | AFS 16º G | ESP 8º G  | MON Ret G | BEL 10º G | SWE 16º G | NED Ret G | FRA 13º G | GBR 11º G |           | AUT 10º G | ITA       |           |           |           |           | 0      | NC (23º) |
| 1975 | John Player Team Lotus          | Lotus 72F      | Ford Cosworth DFV V8     |           |           |           |           |           |           |           |           |           |           | GER Ret G |           | ITA       |           |           |           |           | 0      | NC (23º) |
| 1975 | Penske Cars                     | Penske PC1     | Ford Cosworth DFV V8     |           |           |           |           |           |           |           |           |           |           |           |           | ITA       | USA 9º G  |           |           |           | 0      | NC (23º) |
| 1976 | Citibank Team Penske            | Penske PC3     | Ford Cosworth DFV V8     | BRA Ret G | RSA 5º G  | USW NC G  | ESP Ret G | BEL 7º G  | MON 10º G |           |           |           |           |           |           |           |           |           |           |           | 20     | 7º       |
| 1976 | Citibank Team Penske            | Penske PC4     | Ford Cosworth DFV V8     |           |           |           |           |           |           | SWE Ret G | FRA 3º G  | GBR 3º G  | GER 7º G  | AUT 1º G  | NED Ret G | ITA 11º G | CAN 10º G | USA 6º G  | JAP Ret G |           | 20     | 7º       |
| 1977 | Martini Racing                  | Brabham BT45   | Alfa Romeo 115-12 F12    | ARG Ret G | BRA Ret G | RSA 6º G  |           |           |           |           |           |           |           |           |           |           |           |           |           |           | 9      | 13º      |
| 1977 | Martini Racing                  | Brabham BT45B  | Alfa Romeo 115-12 F12    |           |           |           | USW DSQ G | ESP Ret G | MON Ret G | BEL Ret G | SUE 5º G  | FRA 2º G  | GBR Ret G | ALE Ret G | AUT 8º G  | PAB Ret G | ITA Ret G | EUA 12º G | CAN Ret G | JAP Ret G | 9      | 13º      |
| 1978 | Parmalat Racing Team            | Brabham BT45C  | Alfa Romeo 115-12 F12    | ARG Ret G | BRA 8º G  |           |           |           |           |           |           |           |           |           |           |           |           |           |           |           | 25     | 6º       |
| 1978 | Parmalat Racing Team            | Brabham BT46   | Alfa Romeo 115-12 F12    |           |           | AFS 3º G  | USW Ret G | MON 4º G  | BEL Ret G | ESP 5º G  |           | FRA 4º G  | GBR 3º G  | ALE 7º G  | AUT 7º G  | PAB 4º G  | ITA 2º G  | EUA Ret G | CAN Ret G |           | 25     | 6º       |
| 1978 | Parmalat Racing Team            | Brabham BT46B  | Alfa Romeo 115-12 F12    |           |           |           |           |           |           |           | SWE Ret G |           |           |           |           |           |           |           |           |           | 25     | 6º       |
| 1979 | Löwenbräu McLaren               | McLaren M28    | Ford Cosworth DFV V8     |           |           |           | USW Ret G |           |           |           |           |           |           |           |           |           |           |           |           |           | 15     | 9º       |
| 1979 | Marlboro McLaren                | McLaren M28    | Ford Cosworth DFV V8     | ARG 3º G  | BRA 8º G  | RSA Ret G |           | ESP Ret G | BEL 6º G  | MON 4º G  | FRA 11º G |           |           |           |           |           |           |           |           |           | 15     | 9º       |
| 1979 | Marlboro McLaren                | McLaren M29    | Ford Cosworth DFV V8     |           |           |           |           |           |           |           |           | GBR 4º G  | GER 5º G  | AUT 9º G  | NED Ret G | ITA Ret G | CAN 6º G  | USA 6º G  |           |           | 15     | 9º       |
| 1980 | Marlboro McLaren                | McLaren M29B   | Ford Cosworth DFV V8     | ARG Ret G | BRA 11º G | RSA 11º G |           |           |           |           |           |           |           |           |           |           |           |           |           |           | 6      | 11º      |
| 1980 | Marlboro McLaren                | McLaren M29C   | Ford Cosworth DFV V8     |           |           |           | USW 4º G  | BEL NC G  | MON NQ G  | FRA 7º G  | GBR 8º G  | ALE Ret G | AUT Ret G | PAB Ret G | ITA Ret G | CAN 4º G  | USA NC G  |           |           |           | 6      | 11º      |
| 1981 | Marlboro McLaren International  | McLaren M29F   | Ford Cosworth DFV V8     | USW Ret M | BRA 8º M  |           |           |           |           |           |           |           |           |           |           |           |           |           |           |           | 27     | 6º       |
| 1981 | Marlboro McLaren International  | McLaren MP4/1  | Ford Cosworth DFV V8     |           |           | ARG Ret M | SMR 10º M | BEL 7º M  | MON Ret M | ESP 3º M  | FRA 2º M  | GBR 1º M  | GER 6º M  | AUT 6º M  | NED Ret M | ITA Ret M | CAN 2º M  | CPL 7º M  |           |           | 27     | 6º       |
| 1982 | Marlboro McLaren International  | McLaren MP4/1B | Ford Cosworth DFV V8     | AFS 6º M  | BRA 2º M  | USW 6º M  | SMR       | BEL 1º M  | MON Ret M | DET 1º M  | CAN 3º M  | NED 9º M  | GBR Ret M | FRA Ret M | ALE Ret M | AUT 9º M  | SUI 13º M | ITA 4º M  | CPL 2º M  |           | 39     | 3º       |
| 1983 | Marlboro McLaren International  | McLaren MP4/1B | Ford Cosworth DFV V8     | BRA Ret M | USW 1º M  | FRA Ret M | SMR 5º M  | MON NQ M  | BEL Ret M | DET 3º M  | CAN 6º M  | GBR 9º M  | GER 5º M  | AUT 9º M  | NED 3º M  |           |           |           |           |           | 22     | 6º       |
| 1983 | Marlboro McLaren International  | McLaren MP4/1E | TAG-Porsche P01 V6 Turbo |           |           |           |           |           |           |           |           |           |           |           |           | ITA Ret M | EUR Ret M | RSA DSQ M |           |           | 22     | 6º       |
| 1985 | Marlboro McLaren International  | McLaren MP4/2B | TAG-Porsche P01 V6 Turbo | BRA       | POR       | SMR       | MON       | CAN       | USE       | FRA       | GBR       | GER       | AUT       | NED       | ITA       | BEL       | EUR 7º G  | RSA       | AUS       |           | 0      | NC (23º) |